# Torre de Castellnou

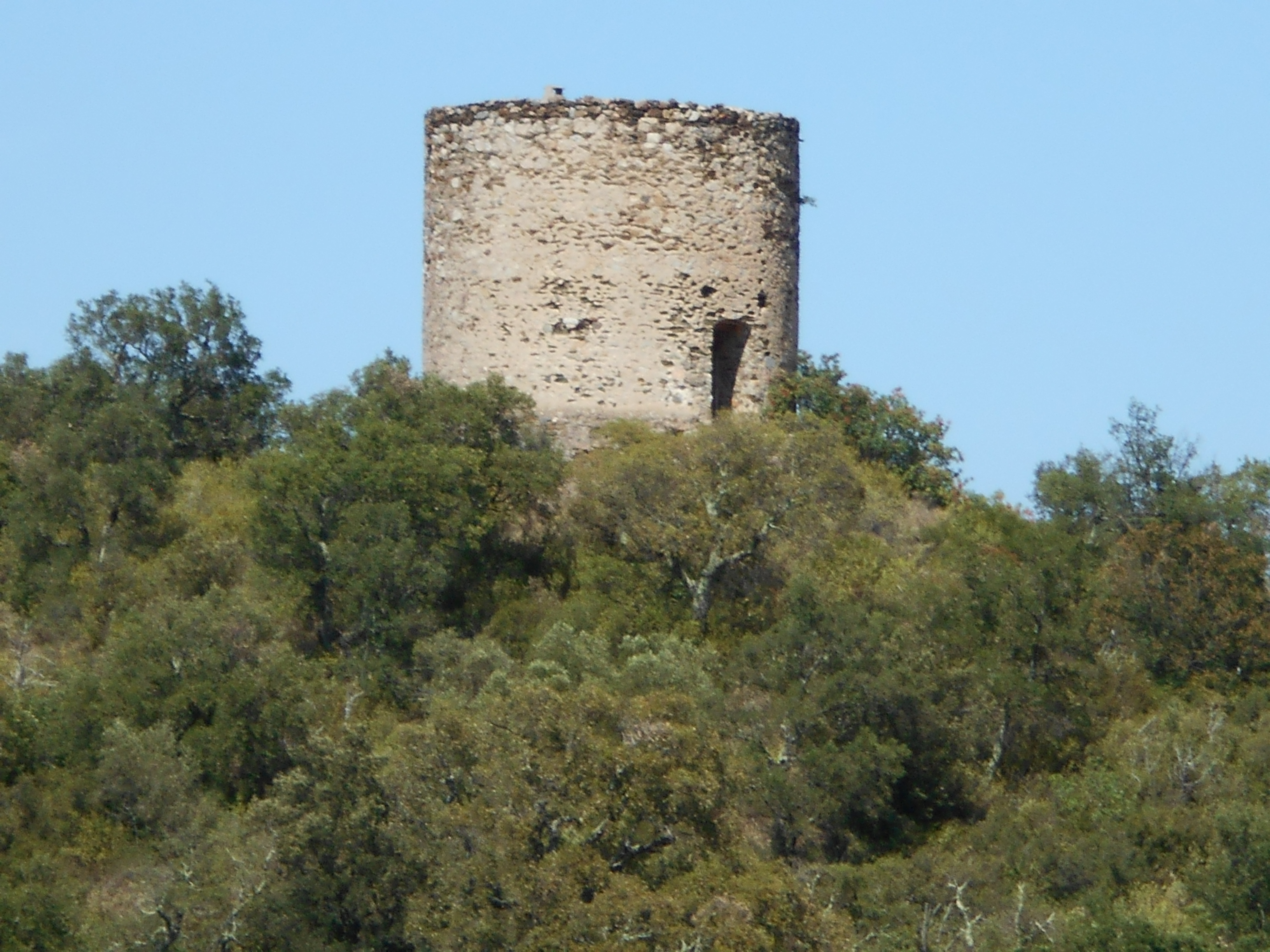
La Torre de Castellnou

La Torre de Castellnou es troba damunt mateix d'un turó a prop i al nord del poble de Castellnou dels Aspres, a la comarca del Rosselló, Catalunya Nord.
En un turó al nord-est del poble de Castellnou, a uns 375 metres de distància del centre del poble i a uns 250 de Santa Maria del Mercadal, es dreça una torre de guaita que pertanyia al sistema defensiu del Castell de Castellnou.
Té 9 m de diàmetre, amb una alçada de 7 i un gruix de murs d'1,3. El tram inferior, d'1,2 m, té forma atalussada. Una sola porta, oberta a migdia, dona accés a l'interior. No és segur que sigui la porta original, ja que la torre, en ser almenys el doble d'alta originalment, podria haver tingut la porta a una certa alçària, com és força freqüent en aquesta mena de torres.
La torre és datable al segle xiii, i s'hi conserven restes de parets, en el seu entorn. Devia formar part, juntament amb la Torre del Roc de Mallorca del sistema defensiu del Castell de Castellnou.